# Loi Marilou
Lire en ligne

Texte sur Légifrance

La loi no 2003-87 parue au JO le 3 février 2003, dite « Loi Marilou », a été adoptée définitivement à l’Assemblée nationale le 23 janvier 2003.
La loi prévoit que la conduite automobile sous emprise de stupéfiants constitue désormais un délit passible de deux ans de prison.

## Contexte
Marilou Poinsot est âgée de 10 ans en 2002 lorsqu'elle meurt des suites d'un accident de la route provoqué par un conducteur sous l'emprise du cannabis. Ses parents ont alors sollicité de nombreux élus et le président Jacques Chirac pour créer un délit spécifique à l'instar de la conduite sous l'emprise de l'alcool.